# 제인스 인포메이션 그룹
제인스 인포메이션 그룹(JIG, Jane's Information Group), 약칭 제임스 그룹 또는 제인스는 영국의 민간 군사정보 컨설팅 업체이다.

## 개요
1898년, 선박의 그림을 그리는 애호가였던 프레드 T. 제인이 모은 정보를 기초로 한 전 세계의 군함들 서적을 발간함과 동시에 영국 런던에 회사를 설립하였다. 2007년 6월 12일, 미국의 IHS사가 우드브리지 컴퍼니로부터 인수하였다.